# ويل روسينسكي
ويل روسينسكي (بالإنجليزية: Will Rosinsky)‏ مواليد 28 ديسمبر 1984 في كوينز، هو ملاكم محترف أمريكي يصنف ضمن فئة الوزن الثقيل بدأ مسيرته الاحترافية سنة 2008.

## إحصائيات
خاض خلال مسيرته 22 نزالا، فاز في 19 ولم يتعادل وخسر في 3. فاز بالضربة القاضية في 10 نزالات.

## روابط خارجية
- ويل روسينسكي على موقع بوكس ريك (الإنجليزية) (registration required)